# Констанція Бейкер Мотлі
Констанція Бейкер, у шлюбі Мотлі (англ. Constance Baker Motley; 14 вересня 1921, Нью-Гейвен — 28 вересня 2005, Нью-Йорк) — афро-американська активістка громадянських прав, юристка, суддя, сенаторка штату та президент міста Мангеттена, Нью-Йорк. Перша афроамериканська жінка, призначена федеральною судовою системою працювати на посаді окружної судді США (у Південному округу Нью-Йорка). Внесена у Національну залу слави жінок США.

## Ранні роки
Народилася 14 вересня 1921 року в Нью-Гейвені, штат Коннектикут, дев'ятою з 12 дітей. Її батьки, Рейчел Г'юґґінс та МакКаллоу Алва Бейкер були вихідцями з Невісу на Карибському морі. Її мати була хатньою робітницею, а батько шеф-кухарем у різних студентських товариствах Єльського університету, включаючи таємне товариство «Череп та кістки».
Зростаючи в Нью-Гейвені, Бейкер відвідувала інтегровані державні школи, але періодично зазнавала расизму. У двох окремих випадках їй відмовили у відвідуванні (ковзанки та місцевого пляжу). До закінчення середньої школи Констанція Бейкер вже виробила глибоке почуття расової обізнаності, що викликало зацікавленість брати участь у відстоюванні громадянських прав. Промова випускника Єльської юридичної школи Джорджа Крофорда, адвоката з цивільних прав департаменту Нью-Гейвена відділення NAACP, надихнула Бейкер вступити в юридичну школу.
За фінансової допомоги місцевого благочинця, Кларенса У. Блекслі, вона вступила в коледж в Університеті Фіска, але пізніше повернулася на північ, щоб відвідувати інтегрований Нью-Йоркський університет. У Нью-Йорку здобула ступінь бакалавра мистецтв у 1943 році. Отримала ступінь бакалавра права у 1946 році в юридичній школі Колумбії.
У 1946 році одружилася з Джоелем Мотлі-молодшим в Єпископській церкві Сент-Лука в Нью-Гейвені, штат Коннектикут. 

## Кар'єра
У жовтні 1945 року, під час другого курсу в юридичній школі Колумбії, найнята Тургудом Маршаллом на посаду молодшої юристки. Працювала над судовими воєнними справами, здійсненими після Другої світової війни.
Закінчивши юридичну школу Колумбії у 1946 році, Бейкер вступила на роботу в Фонд правової оборони та освіти НААКП (LDF) юристкою з цивільних прав. Будучи першою жінкою-адвокаткою фонду, вона стала юрист-юрисконсульткою LDF.
У 1950 році Бейкер Мотлі написала оскарження у справі «Браун проти Ради освіти». Перша афроамериканська жінка, яка коли-небудь оскаржувала справу перед Верховним судом США, вона виграла справу Джеймса Мередіта, щоб бути першим чорношкірим студентом в Університеті Міссісіпі у 1962 році.
4 лютого 1964 року Бейкер Мотлі була обрана до Сенату штату Нью-Йорк (21 округ), щоб отримати вакансію до цивільного суду Нью-Йорка. Вона була першою афроамериканкою, яка працювала в сенаті штату. Звільнила своє місце, коли її обрали 23 лютого 1965 року президентом Мангеттена — першою жінкою на такій посаді.

### Федеральна судова служба
26 січня 1966 року Бейкер Мотлі була висунута президентом Ліндоном Б. Джонсоном на місце суду окружної судді США Південного округу Нью-Йорка. Вона стала першою федеральною суддею з афроамериканських жінок. Виконувала обов'язки головної судді з 1982 по 1986 рік. Отримала статус старшої судді 30 вересня 1986 року. Її служба припинилася 28 вересня 2005 року через смерть у Нью-Йорку.

## Смерть
Померла застійної серцевої недостатності 28 вересня 2005 року, через 14 днів після 84-го дня народження, в лікарні Нью-Йорка. Її похорон відбувся в церкві Коннектикуту, де вона була одружена; у Церкві Ріверсайд на Мангеттені відбулася панахида для громади. Залишила сина Джоела Вілсона Мотлі III і трьох онуків, Ганну Мотлі, Іана Мотлі та Сеная Мотлі. 

## Нагороди
Констанція Бейкер Мотлі отримала нагороду «Candace» за відмінні досягнення від Національної коаліції «100 чорношкірих жінок» у 1984 році.  У 1993 році введена в Національну залу слави жінок. У 2001 році президент Білл Клінтон нагородив її медаллю Президента. NAACP нагородив її медаллю «Spingarn», найвищою честю організації, у 2003 році. Мотлі була видатною почесною учасницею жіночого клубу «Альфа Каппа Альфа».
У 2011 році вона була відзначена посмертно премією Ford Freedom за свою роботу в удосконаленні афроамериканської спільноти.

## Спадщина
Біографічний документальний фільм «Справедливість — це чорна жінка: Життя і робота Констанції Бейкер Мотлі» вперше транслювався на телебаченні Коннектикут у 2012 році. 
Документальний фільм «Проби Констанції Бейкер Мотлі», прем'єрний фільм на кінофестивалі «Трибека» 19 квітня 2015.